# Evropský experiment pro předpověď bouří
Evropský experiment pro předpověď bouří (anglicky European Storm Forecast Experiment), známý jako ESTOFEX, je iniciativa týmu evropských meteorologů a studentů meteororologie založená v roce 2002. Slouží jako platforma pro výměnu znalostí o předpovídání vážných konvektivních bouří v Evropě i jinde. Jedná se o dobrovolnickou organizaci, která není v současné době financována. Dává si za cíl zlepšit povědomí a poskytovat vzdělání o předpovídání nepříznivého počasí v reálném čase.
Denně vydává varování před bouřkami. Také sbírá hlášení od široké veřejnosti o závažných událostech konvektivního počasí za účelem kontroly svých předpovědí. ESTOFEX předpovědi jsou publikovány pod licencí Creative Commons Attribution-Noncommercial-Share Alike 3.0.
Závažné konvektivní povětrnostní jevy definují výskytem jedné nebo několika z následujících možností:
Závažné (severe)
- kroupy s průměrem nejméně 2 cm
- nárazový vítr o rychlosti nejméně 25 m/s (92 km/h)
- tornádo
- nadměrné srážky (více než 60 mm)

Velmi vážné (extremely severe)
- kroupy s průměrem nejméně 5 cm
- nárazový vítr o rychlosti nejméně 33 m/s (119 km/h)
- tornádo o intenzitě F2 nebo vyšší na Fujitově stupnici